# Stoatley Rough School
Die Stoatley Rough School war eine 1934 von Hilde Lion mit Hilfe der englischen Quäker, und insbesondere der Hilfe von Bertha Bracey, gegründete Schule, durch die aus dem Deutschen Reich geflüchtete Kinder an das britische Bildungssystem herangeführt werden sollten. Sie gehört zum Kreis der von geflüchteten Deutschen oder bereits im Ausland lebenden Nazigegnern gegründeten Schulen im Exil. Die Schule hatte ihren Sitz in dem Ort Haslemere in Südengland.

## Die Gründung derStoatley Rough School
Anders als viele andere nach 1933 entstandenen Schulen im Exil ist die Stoatley Rough School keine Gründung von deutschen Schul- oder Landerziehungspädagogen. Sie beruht viel mehr auf der Initiative einer Frau, die aus der Sozialarbeit und Sozialpädagogik und aus der Frauenbewegung kam.
Aufgrund ihrer jüdischen Abstammung musste Hilde Lion 1933 ihre Arbeit an der Deutschen Akademie für soziale und pädagogische Frauenarbeit aufgeben und emigrierte nach Großbritannien. Wie und wo in diesem Kontext die Idee entstand, in England eine Schule zu gründen, ist nicht belegt. Auf der Webseite 1934 – The Founding of Stoatley Rough School heißt es nur, Hilde Lion habe im Dezember 1933 Kontakt zu den englischen Quäkern aufgenommen und diese um Unterstützung für ihre Pläne gebeten, eine kleine Schule aufzubauen, die deutsche Flüchtlingskinder auf den Unterricht in englischen Schulen vorbereiten solle. An anderer Stelle heißt es, Hilde Lion sei am 17. November 1933 mit der Absicht nach England gekommen, um hier über vergleichende Pädagogik zu forschen. Sie habe zu dem Zeitpunkt bereits in Kontakt zum Germany Emergency Committee (G.E.C.) gestanden und angefangen, für das Komitee als Beraterin zu arbeiten.
Das G.E.C. habe der Idee für diese Schule begrüßt, sei allerdings finanziell nicht in der Lage gewesen, sie zu unterstützen. Die Leiterin des G.E.C. jedoch, Bertha Bracey, machte Hilde Lion mit „Mrs. Vernon of Hampstead“ bekannt, die ihrerseits dem G.E.C. ein voll möbliertes Haus in Haslemere angeboten hatte, das für wohltätige Zwecke mietfrei zur Verfügung stand. Hilde Lion nahm das Angebot an und startete im März und Mai 1934 eine Spendenkampagne, um die Schulgründung finanzieren zu können.
Frau Vernon und Bertha Bracey wurden Mitglieder des Schulrats und des Schulkomitees. Bertha Bracey blieb der Schule bis zur Schließung im Jahr 1960 eng verbunden.

Im April 1934 folgte die Eröffnung der Schule mit folgender öffentlichen Ankündigung: 

„Owing to the present position in Germany many children are unable to complete their education in their own country. As the English educational system is so highly developed many parents are considering the question of sending their children to English schools. The immediate admittance of these children into English schools brings forward various difficulties, such as the lack of knowledge of the English language, and the great difference in the school curriculum. It is therefore proposed to start a temporary school in order to prepare the children for an English education. The need for such a school has been confirmed by the following societies:
Woburn House, the Academic Assistance Council, Miss Essinger (New Herrlingen, Kent), the German Emergency Committee of the Society of Friends, Dr. Bleistein, Berlin; to whom many enquiries have been made during the last months.
The school aims at making the children acquainted with English life and customs as far as possible, and at educating them without prejudice against their own country.“

## Das pädagogische Leitungsteam
Baumel-Schwartz weist auf die große Abhängigkeit der in England arbeitenden Exilschulen von privaten Gruppen und mehr noch von religiösen, wie denen der Quäker, hin. Da das Quäker-Engagement aber sehr stark von Frauen getragen worden ist, erkennt sie darin nicht nur eine Frage des religiösen Engagements, sondern sie sieht hier auch eine geschlechtsspezifische Komponente. Sie verweist darauf, dass, wie bei vielen Flüchtlingsorganisationen insgesamt, Frauen oft deren Hauptstützen waren – so auch bei den im Umfeld der Flüchtlingsorganisationen entstandenen Schulen. Baumel-Schwartz benennt als Ursache hierfür einerseits traditionelle geschlechtsspezifische Verhaltensweisen in Bezug auf die Rollen von Frauen in der Kinderbetreuung und der Kindererziehung, andererseits aber auch die Tatsache, dass die Bildungssphäre in den Jahren vor dem Zweiten Weltkrieg einer der wenigen Bereiche war, der Frauen gesellschaftlich legitimierte Aussichten zur Übernahme von Verantwortung bot. Hinzu kamen aber auch persönliche Charakterzüge, die Feidel-Mertz so beschreibt: „Strong women, both as individuals and in groups, exercised an important function in the exile schools.“
Dass solche starke Frauen es gelegentlich mal an der erforderlichen Sensibilität fehlen lassen können und zu einem leicht übergriffigen Verhalten fähig sind, versucht Christiane Goldenstedt an den Auseinandersetzungen Hilde Lions mit Helmut Kuhn und dessen Frau zu zeigen. Der siebnjähige Sohn der Kuhns, Reinhard, besuchte um die Jahreswende 1938/1939 kurze Zeit die Stoatley Rough School, fand sich dort aber nicht zurecht und wollte nicht länger dorthin gehen. Die Eltern akzeptierten den Willen ihres Kindes, nicht aber Hilde Lion. Sie machte den Eltern heftige Vorwürfe, sprach der Mutter gar die Fähigkeit ab, Verantwortung für ihr Kind übernehmen zu können und pochte auf ihren Sachverstand, nachdem sie am besten Wisse, was gut für den Jungen sei. Dass Hilde Lion schließlich einlenkte, ist nicht zuletzt der Vermittlung von Gertrud Bing zu verdanken. Diese bezahlte aus Geldern, die Anita Warburg, die Schwester von Eric M. Warburg, zur Verfügung gestellt hatte, einen Teil des Schulgeldes für den Sohn der Kuhns und war mit Hilde Lion befreundet. Liest man die bei Goldenstedt abgedruckten Dokumente, dann lernt man eine Hilde Lion kennen, die Hans Loeser (28. September 1920 bis 15. Mai 2010), ein ehemaliger Schüler der Stoatley Rough School – neben aller Bewunderung und Dankbarkeit – so beschrieb: „Unglücklicherweise Konnte sie das Leben denjenigen schwer machen, die sie aus irgendeinem Grund nicht mochte, oder – häufiger – denjenigen, den sie in eine falsche Schublade gesteckt hatte, als, sagen wir, potenziellen Landwirte, oder als nicht geeignet – oder nur geeignet – für die akademische Arbeit. Sobald man in ihrem Gedächtnis eingestuft worden war, war es schwer, diese Einstufung zu durchbrechen, auch wenn die Einstufung nicht paßte.“ Loesers gesamte Erinnerungen verweisen immer wieder darauf, dass dieses „In eine Schublade stecken“ kein nebensächlicher Charakterzug von Hilde Lion gewesen ist, sondern existentielle Bedeutung für viele Schülerinnen und Schüler hatte, die an der Stoatley Rough School aufgenommen werden wollten. Sie führte mit jeder Schülerin und jedem Schüler teils mehrstündige Aufnahmegespräche und entschied danach, ob jemand für die auf einen höheren Schulabschluss hinführende Ausbildung geeignet sei, oder für die praktischen Bereiche, Hauswirtschaft und Landwirtschaftsausbildung.
Dennoch sind die Frauen, die die Stoatley Rough School aufgebaut haben, ein Beleg sowohl für die These von den starken Frauen als auch für die These von den Frauen als „mainstays“, Hauptstützen, der Flüchtlingsarbeit und damit verbunden der Arbeit mit Kindern und jugendlichen Flüchtlingen: Bertha Bracey von der Quäkerseite her, und von deutscher Seite her dann die, die als „The Five Principal Teachers at Stoatley Rough“ gelten. Neben Hilde Lion sind das:
- Eleonore Astfalck (1900–1990)
Sie musste 1933 aus politischen Gründen Deutschland verlassen und ging zunächst zusammen mit einer jüdischen Familie in die Schweiz. Dort erreichte sie das Angebot von Hilde Lion zur Mitarbeit an der Stoatley Rough School. Am 19. März 1934 traf sie dort ein und übernahm die Stelle einer „Hausmutter“ und als Lehrerin für Hauswirtschaft. Sie kehrte 1946 nach Deutschland zurück.
→ Hauptartikel: Eleonore Astfalck
- Johanna Nacken (1896–1963)
Sie ist von den fünf Frauen die unbekannteste. Doch hat sie, wie einige der anderen Frauen auch, in den 1920er Jahren an den damals reformfreudigsten und sozial engagiertesten sozialpädagogischen Einrichtungen ihre Ausbildung erhalten und dort auch nach ihrer Ausbildung unterrichtet. Vermutlich ist sie aber die einzige der fünf Frauen, die nicht aufgrund einer eigenen Bedrohung durch die Nazis in die Emigration ging, sondern aufgrund ihrer sehr engen persönlichen Beziehung zu Eleonore Astfalck, der sie ab dem Ende der 1920er Jahre privat und beruflich jahrzehntelang verbunden blieb.
In seinen Erinnerungen beschreibt Hans Loeser Eleonore Astfalck und Johanna Nacken als „Miss-Astfalck-and-Miss-Nacken (a twosome that, as I soon understood, was more than the sum of one plus one)“.[8]
- Emmy Wolff (1890–1969)[10]
- Luise Leven (1899–1983)
Sie war Musikwissenschaftlerin und Musikpädagogin und lernte die Schule 1934 während einer „summer school“ kennen. Als Jüdin musste sie 1939 ihre Heimatstadt Krefeld verlassen und erhielt auf Vermittlung von Hilde Lion eine Aufenthaltsgenehmigung für England. Sie wurde zur Musiklehrerin der Schule und später zu deren stellvertretenden Leiterin.
→ Hauptartikel: Luise Leven

Hans Loeser kam 1937 als Schüler an die Stoatley Rough School, seine Schwester Lise Anfang 1938, nachdem sie zuvor für einige Zeit das Alpine Schulheim am Vigiljoch besucht hatte. Loeser wurde später ein bekannter Anwalt in Boston, dem seine Aktivitäten gegen den Vietnam-Krieg die Feindschaft von Richard Nixon einbrachten. In seinen Erinnerungen an seine Schulzeit an der Stoatley Rough charakterisiert er vier der „Principal Teachers“ (Luise Leven war noch nicht angekommen) folgendermaßen:

„Four German women educators were in charge. Two of them, Dr. Hilde Lion, the headmistress, and Dr. Emmy Wolff, were academicians and intellectuals, who had held leading positions in the German women’s and social work movements. They had lost their jobs because they were Jewish and had emigrated. The other two, Nore Astfalck and Hannah Nacken, came from similar backgrounds in the women’s movement and social work, but were more practically inclined. They were not Jewish, and voluntarily left Germany to take this job. As the idealistic but practical persons that they were, they understood that helping refugee children might be their most effective protest against what was then happening in Germany.“

Luise Leven, die 1939 als Lehrerin an die Stoatley Rough School kam (die Jahre davor hatte sie sie bereits zu „summer schools“ besucht), kann man dieser Charakterisierung folgend, getrost der Intellektuellen-Fraktion innerhalb der „Principal Teachers“ zurechnen.

### Weitere Mitarbeiterinnen und Mitarbeiter der Schule
- Herta Lewent (* 1921) war seit 1937 Hilde Lions Sekretärin. Eigentlich wollte sie ihre schulische Ausbildung an der Stoatley Rough School fortsetzen, doch Hilde Lion hatte sie zur Schulsekretärin bestimmt und erlaubte ihr nicht, am Unterricht teilzunehmen. Sie wurde 1944 die Ehefrau von Hans Loeser.[8][13]

Hans Loeser erwähnt in seinen Erinnerungen auch zwei englische Lehrer der Schule:
- Miss Dove († 1997), die nach ihrer Heirat Margaret Faulkner hieß und an den späteren Altschülertreffen teilnahm. Loeser schildert sie als eine junge und sehr aufgeschlossene Lehrerin, die erst kurz vor dem Jahr 1937 ihre Ausbildung beendet hatte, und nun englische Literatur und Geschichte unterrichtete.
- Col. Hamilton (vermutlich Colonel Hamilton), den Mathematiklehrer der Schule. Hamilton war laut Loeser ein rigider ehemaliger Armeeangehöriger mit knapper Sprache. Mathematik sei ihm eine Sache gewesen, die man auswendig lernen müsse, aber niemals hinterfragen dürfe. Ideen hätten mit ihr nichts zu tun; wichtig sei: Das Mathematikbuch lesen, zuhören und sich alles einprägen.[8]

## Das pädagogische Konzept
In ihrem schon zitierten Aufsatz Integration and Formation of Identity: Exile Schools in Great Britain. untersucht Hildegard Feidel-Mertz die Gemeinsamkeiten und Unterschiede der Stoatley Rough School und der von Anna Essinger gegründeten Bunce Court School. Ein wichtiges Unterscheidungselement ist ihr dabei, dass Anna Essinger eine bereits bestehende Schule, das „Landschulheim Herrlingen“, zusammen mit etwa siebzig Schülerinnen und Schülern und einem Teil ihrer Mitarbeiter nach England transferierte, während Hilde Lion ihre Schule praktisch aus dem Nichts aufbaute und am Anfang nur eine Handvoll Schüler zu betreuen hatte. Dieses „aus dem Nichts aufbauen“ hat noch eine interessante Vorgeschichte: Hilde Lion reiste im November 1933 offiziell wegen eines Forschungsprogramms nach England. Sie wollte, die geistige und psychologische Anpassung von Kindern an eine neue Umgebung erforschen. Weniger forschend begann sie jedoch sogleich ihr theoretisches Konzept in der Praxis, der Schulgründung eben, zu testen. Sie zeigte dabei eine Experimentierfreude, die für Feidel-Mertz typisch ist für Leute, die im Umfeld von Anna von Gierke und dem Verein Jugendheim gearbeitet haben. Und das galt auch für ihre Mitstreiterinnen der ersten Stunden, Eleonore Astfalck und Johanna Nacken. „The pleasure in shared discovery, dealing with unfamiliar conditions, and accepting challenges and risks became important aspects of the school program. In collaboration with an English woman who established connections with the Girl Guides and the Scouts, the teachers tried out all possible methods to introduce children as quickly as possible to the English language, and secondly to the English environment as a form of spiritual relationship.“ Die Kinder waren aus ihrer Heimat vertrieben worden. Hilde Lion wollte das aber nicht als Negativerfahrung wirken lassen, sondern dem positive Aspekte abgewinnen: „Man muss sie zu Entdeckern machen, die im Vergleich zu den anderen Kindern die große Chance haben, als Jugendliche viel von der Welt zu sehen.“

### Interkulturelle Erziehung und Beziehungen
Die Stoatley Rough School war von Beginn an von der Aufnahme britischer Kinder abhängig und auf die Mitarbeit britischer Lehrer angewiesen. Das war auf der einen Seite eine Notwendigkeit, auf der anderen aber auch Konzept. Die Schule wollte den interkulturellen Austausch, und das auch über die Schule hinaus. Sie öffnete sich zur unmittelbaren Nachbarschaft hin und ließ diese an schulischen Veranstaltungen und Feiern teilhaben. Auch sportliche Veranstaltungen zwischen den Schülern und Kindern aus der Umgebung (zum Beispiel englischen Schulen) gehörten zum Programm, oder Ferienkurse für britische Schülerinnen und Schüler in den Sommermonaten. Umgekehrt traf die Stoatley Rough School auch auf viel Sympathie bei der einheimischen Bevölkerung, was sich besonders in der Weihnachtszeit an Geschenken aus der Nachbarschaft für die Schülerinnen und Schüler zeigte.
So wichtig der Schule der Austausch mit der englischen Nachbarschaft war, so sehr war sie aber auch darum bemüht, mehr jüdische Kinder aus Deutschland für sich zu gewinnen (was auch ein finanzielles Überlebenskonzept war). Bemerkenswerterweise reiste Hilde Lion in den Jahren nach der Schulgründung immer wieder nach Deutschland, um dort für die Schule zu werben und um Eltern zu überzeugen, ihre Kinder doch nach England zu schicken. Bemerkenswert deshalb, weil sie ja als im Ausland lebende Jüdin durchaus damit rechnen musste, Schwierigkeiten bei der Ein- oder Ausreise zu bekommen. Doch das hat weder sie noch Emmy Wolff abgeschreckt, die ebenfalls öfter zu Besuch in Deutschland weilte. Den Mut, den sie dabei bewiesen, besaßen ihre in Deutschland verbliebenen Freundinnen allerdings so wohl nicht, wie ein Vorfall anlässlich eines Besuchs von Emmy Wolff bei Gertrud Bäumer an Weihnachten 1938 zeigt. Ein Teil der anderen zu dieser Weihnachtsfeier eingeladenen Frauen sagten ihre Teilnahme ab, weil sie aus beruflichen Gründen ein Treffen mit einer Exilantin für zu gefährlich hielten. Gertrud Bäumer sagte daraufhin die Weihnachtsfeier komplett ab.
Aber bis 1938 war es Hilde Lion möglich und wichtig, ihre Beziehungen zu Deutschland zu nutzen, um Kinder für ihre Schule zu gewinnen. Sie pflegte ihre Verbindungen nach Berlin: Die Wohlfahrtspflege der Reichsvertretung der Juden in Deutschland, der Jüdische Kulturbund und ihre Freunde und ehemaligen Kollegen wurden von ihr aufgefordert, auf die Stoatley Rough School hinzuweisen und sie zu empfehlen.
Vermutlich ist es solchen Werbemaßnahmen zu verdanken, dass Emmy Wolff bereits im Januar 1938, also noch Monate vor dem Beginn der Kindertransporte, eine Gruppe von 16 Kindern aus Deutschland nach England bringen konnte. Und die Webseite „Emigration: 1934–1939“ (siehe Weblinks) enthält eine Fülle weiterer Berichte, die zeigen, wie durch die Vorträge von Hilde Lion und Emmy Wolff eine Vielzahl von Eltern davon überzeugt werden konnte, ihre Kinder nach England zu schicken.
Bis 1938 waren es aber nicht nur Lehrkräfte, die regelmäßig nach Deutschland reisten. Da die Schule in den ersten vier Jahren während der Weihnachtsferien schloss, begleitete ein Teil der Kinder die Lehrkräfte bei deren Besuchen in Deutschland und kehrte während der Winterferien zu den Familien zurück.

### Pflege der religiösen und kulturellen Identität
Hilde Lion war Jüdin, ihre Beziehungen zum Judentum waren jedoch eher locker. Das schloss nicht aus, dass sie sich dem Jüdischen als Schicksalsgemeinschaft verbunden fühlte. Ihr Bildungsansatz blieb davon nicht unberührt: Sie suchte einerseits den Einklang mit den zentralen Grundsätzen der jüdischen Ethik und Soziallehre, fühlte sich aber ebenso einem interkonfessionellen humanitären Ansatz verpflichtet. Das zeigte sich auch daran, wie an der Schule der Freitagabend, der Beginn der traditionellen jüdischen Sabbatfeier begangen wurde. Manchmal gestaltete ein protestantischer oder katholischer Priester den Abend, ein anderes Mal kam ein Rabbiner aus London. Es konnte aber auch sein, dass am Freitagabend eine herausragende künstlerische Darstellung geboten wurde, etwa durch Emmy Wolff, die literarische Interessen verfolgte, oder durch Luise Leven, die musikalische Abende gestaltete.
Eleonore Astfalck, die sich selber als nicht-religiöse Sozialistin verstand, gleichwohl aber zeitweilig Religionsunterricht erteilte, weil sie das im Interesse der Kinder für notwendig hielt, kritisierte umso mehr Versuche von Christen, jüdische Flüchtlingskinder in Glaubensfragen zu beeinflussen. Sie berichtete von einem achtjährigen Mädchen, das an die Stoatley Rough School kam, weil ihre Adoption durch englische nicht-jüdische Adoptiveltern daran scheiterte, dass sie darauf beharrte, jüdisch zu sein. Für Astfalck war dieses Beharren auf der noch wenig bewussten jüdischen Identität für die Herausbildung der eigenen Identität eines Kindes ebenso wichtig wie die Aufrechterhaltung der Erinnerungen an ein „deutsches Erbe“. Ihre Intention war es, die Kinder vor einer kulturellen Entwurzelung zu schützen beziehungsweise sie davor zu bewahren, ihre religiöse oder kulturelle Herkunft verleugnen zu müssen.

### Praktische Arbeiten
Anders, als in den Kriegsjahren, wo die Mitarbeit der Schülerinnen und Schüler bei der Farmarbeit zwingend notwendig war, um die rationierte Versorgung der Schule mit Lebensmitteln aufzubessern (siehe unten), gehörte die gelegentliche Mitarbeit der Schülerinnen und Schüler bei der Verrichtung alltäglicher Arbeiten zum Konzept der Schule. An sogenannten „Workdays“ fand kein Unterricht statt. Die Schüler erschienen in Arbeitskleidung und jeder erhielt eine besondere Aufgabe übertragen: Reinigung des gesamten Hauses, Konservierung von Lebensmitteln für deren spätere Verwendung, Ausbesserung von Kleidung, Reparatur und Herstellung von Möbeln, Malerarbeiten und vieles mehr. „Arbeitstage waren nichts, worüber die meisten von uns stöhnten. Wir mochten sie. Es machte Spaß, als Teil eines Teams zu arbeiten, frei von akademischer Arbeit zu sein und nützliche Ergebnisse zu erzielen. Diese Tage stärkten das vorherrschende Kameradschaftsgefühl, und da die Lehrer sich auch einbrachten, brachte sie das uns näher und war ein guter Weg, sie besser kennenzulernen. Normalerweise endeten die Arbeitstage mit einer besseren als üblichen Mahlzeit, und danach saß man dann an einem der seltenen Kaminfeuer zusammen, redete und ssang.“

### How to speak English
In vielen Berichten über die Stoatley Rough School klingt durch, dass die Erziehung zur englischen Sprache ein schwieriges Unterfangen gewesen sein muss. Es gab einige englische Lehrer, einen englischen Gärtner und einen englischen Handwerker, alle anderen erwachsenen Personen an der Schule waren Deutsche. Zwar war Englisch die offizielle Sprache, aber es war ein merkwürdiges Englisch, das hier gesprochen wurde. Es war stark akzentuiert, voll von Phrasen, die wörtlich aus dem Deutschen übersetzt worden waren oder eine Mischung aus Deutsch und Englisch bildeten. Beispiele zitiert Loeser: „I’ll give it a try.“ („Ich will's mal versuchen“) oder „I am house today.“ („Ich habe heute Hausdienst.“). Auch Barbara Wolfenden schenkt diesem Phänomen Beachtung. Obwohl das Erlernen der englischen Sprache für die Schulleitung immer oberste Priorität gehabt habe, sei im Schulalltag bis 1941 eine Mischung aus Deutsch und Englisch vorherrschend gewesen. Gerade die Erwachsenen hätten untereinander meist Deutsch gesprochen und dadurch nicht selten die englischen Lehrerinnen und Lehrer von den Gesprächen ausgeschlossen und von Informationen abgeschnitten.
Mit der wachsenden antideutschen Stimmung in England nach dem Ausbruch des Zweiten Weltkriegs habe Hilde Lion in dem bisher geduldeten Sprachverhalten jedoch eine Gefahr für die Existenz der Schule gesehen und verlangt, ab nun nur noch Englisch zu reden. Daraus ergab sich allerdings auch ein Widerspruch, denn eigentlich gehörte das deutsche Sprach- und Kulturumfeld zu den Essentials der Schule. Damit sollte den Kindern, die vieles schon verloren hatten, Sicherheit und Geborgenheit vermittelt werden. Dazu gehörte, dass die Kinder in Emmy Wolffs Unterricht die großen deutschen Klassiker lasen und Passagen aus der klassischen deutschen Dichtung rezitieren lernten. Diesem Lehrstoff waren auch die wenigen englischen Kinder ausgesetzt, die von der Deutschen Sprache keine Ahnung hatten und meist nicht wussten, was sie rezitierten. Zur multikulturellen Erfahrung trugen alleine die wenigen englischen Lehrer bei.
Wolfenden berichtet auch von wenigen Schülern, Schülern deutscher Abstammung, die die Schule verließen, weil sie sie „too Germanic“ fanden. Anderen, dazu zählen Hans Loeser und Herta Lewent, wären um nichts auf der Welt dazu zu bewegen gewesen, freiwillig die Wärme, das Gefühl von Behaglichkeit und Heimat aufzugeben, das die Stoatley Rough School ihnen bot. Doch allmählich gelang der Prozess, die Englischkenntnisse der Schüler zu verbessern. Es war kein einfacher Weg, denn auch eine muttersprachliche Lehrerin wie Miss Dove war keine mit den Methoden des Spracherwerbs vertraute Person. Sie war als Lehrerin für englische Literatur an die Schule gekommen und musste eigene Methoden entwickeln, um selbst die Kinder zu erreichen, die überhaupt noch nicht über Englischkenntnisse verfügten. Man begann, sich stärker auf die Sprachfähigkeit neuer Schüler einzustellen, und ältere Schüler halfen den Neulingen auch beim Sprachenlernen. Für ältere Schüler wurde es allmählich schick, zwischen den Sprachen zu wechseln, und Neuankömmlinge bekamen in den 1940er Jahren auch schon mal Schwierigkeiten, wenn ihre englischen Sprachkenntnisse nicht ausreichend waren. Sprachliche Missverständnisse schloss das auch weiterhin nicht aus. Als ein Junge die auf dem Farmgelände an einem Hang grabenden Jugendlichen fragte, ob sie auch Hacken (=picks) hätten, erhielt er zur Antwort: „Ve haff two big sows and a dozen little picks.“ („Wir haben zwei große Sauen und ein Dutzend kleine Schweine.“)

## 1936: Die Entscheidung über den Fortbestand der Schule
Der mit Mrs. Vernon ausgehandelte Mietvertrag war 1934 auf zwei Jahre befristet worden, da zum Zeitpunkt des Vertragsabschlusses nicht absehbar war, wie sich das Experiment Stoatley Rough School entwickeln würde. Der Anstieg der Schülerzahlen im Jahre 1935 warf deshalb die Frage nach der Zukunft der Schule auf. Die politische Situation in Deutschland hatte sich nicht verändert und die zunehmende repressive Politik des NS-Regimes im Jahre 1935 bekräftigte die Notwendigkeit, mit der Schule fortzufahren. Die Frage war nicht so sehr, ob die Schule das zunächst befristete Experiment beenden sollte, sondern ob die Schule in Stoatley Rough verbleiben oder sich größere und geeignetere Räumlichkeiten suchen sollte.
Bertha Bracey und Hilde Lion entschieden, dass die Schule fortbestehen und am bisherigen Standort verbleiben solle. Zugleich wurde eine neue Konstruktion für die Trägerschaft der Schule beschlossen. Es wurde eine Kapitalgesellschaft nach englischem Recht gegründet, eine Company with limited Gurarantee. Diese Gesellschaftsform, die in England üblicherweise für Non-Profit-Unternehmen gewählt wird, ist einem deutschen Verein ähnlich.
Mit der Umwandlung der Schule in eine „Company with limited Gurarantee“ ging auch einher, dass sie ab 1937 als weiterführende Schule fungierte, die zur Hochschulreife führte oder auf das Cambridge Certificate vorbereitete.

## Die unterschiedlichen schulischen Angebote
Die Stoatley Rough School war nicht ausschließlich auf die Vorbereitung einer akademischen Bildung ausgerichtet, sondern bot auch sehr praxisorientierte Ausbildungsgänge an. Dazu zählten die Hauswirtschaftskurse für Mädchen und ab 1937 die intensivierten landwirtschaftlichen Kurse.
Die Hintergründe dieser Ausbildungszweige, die um 1937 von etwa der Hälfte der Gesamtschülerschaft belegt wurden, sind nicht eindeutig zu klären. Möglicherweise wurden sie eingerichtet, um die englischen Einreisebestimmungen zu unterlaufen, in dem verkündet wurde, die Kurse dienten zur Vorbereitung auf eine Auswanderung nach Palästina, die Teilnehmerinnen und Teilnehmer seien also nur vorübergehend in England. Loeser behauptet in seinem Rückblick dagegen, dass dahinter ein zwar gut gemeintes, aber falsches Konzept gestanden habe, bei dem davon ausgegangen worden sei, dass für die meisten Flüchtlingskinder die Zukunft nur in praktischen Berufen läge. Faktisch habe man damit aber vielen Kindern die Chance auf eine bessere Bildung geraubt, indem man sie zu Haushaltshelfern in den Häusern wohlhabender Familien oder zu Landwirten ausgebildet habe. Praktisch keiner der Stoatley-Rough-Absolventen habe sich später dauerhaft als Landwirte, Haushaltshelfer oder Handwerker betätigt.
In den Hauswirtschaftskursen erhielten die in der Regel 14- bis 18-jährigen Mädchen Unterricht in der Pflege und Verwaltung einer Küche, der Waschküche und des Küchengartens. Alles war darauf ausgerichtet, im Haushalt eines modernen englischen Landhauses zu arbeiten. Englischunterricht war dazu ebenfalls notwendig. 1941 wurde sogar die Vorbereitung auf eine Prüfung durch den National „Council for Domestic Studies“ angeboten, an der einige Mädchen teilnahmen und bestanden.
Die Gründung der landwirtschaftlichen Abteilung, der Farm School, erfolgte 1938, nachdem Mrs. Vernon der Schule zugestanden hatte, auch die sie umgebenden Felder zu nutzen. Es handelte sich dabei um sieben Hektar Land mit einem kleinen Landhaus. Diese wurde als weitere Unterkunft für die Schüler hergerichtet, und ein weiteres Haus wurde für den Farmbetrieb errichtet. Loeser deutet an, dass auch dieser Ausbildungszweig, der in Zusammenarbeit mit lokalen Behörden eingerichtet worden war und auch Kooperationen mit dem staatlichen „Guilford Technical Institute“ umfaaste, nicht die in ihn gesetzten Erwartungen erfüllte. Offenbar war es die Absicht, Jugendliche für eine Auswanderung in die britischen Überseegebiete zu qualifizieren, doch nur drei Jungen hätten dies auch tatsächlich getan, wobei die Auswanderung vor allem durch die restriktive Einwanderungspolitik der Dominions wenig Chancen für die Absolventen der Schule geboten hätte. Das führte zu einer völlig neuen Situation: Es gab nur noch sehr wenige reguläre Farm-Schüler, aber dafür mussten nach der Ausbruch des Zweiten Weltkrieges im September 1939 Schülerinnen und Schüler aus allen Schulzweigen auf der Farm mitarbeiten, um die nun rationierten Lebensmittel durch Produkte aus der eigenen Landwirtschaft ergänzen zu können.

## 1938 und die Folgejahre
Es wurde oben schon darauf hingewiesen, dass im Januar 1938 Emmy Wolff eine Gruppe von 16 Kindern aus Deutschland an die Stoetley Rough School gebracht hatte. Dies war Ausdruck der sich für Juden deutlich verschärfenden Situation in Deutschland. Der Anschluss Österreichs, die Einverleibung des Sudetenlandes ins Deutsche Reich und die italienische Rassengesetzgebung von 1938 bewogen immer mehr Menschen, ihre Kinder in Sicherheit zu bringen. Diese Wellen von Kindern, die bereits das gesamt Jahr 1938 über nach England schwappten, wurden noch mal deutlich größer nach den Novemberpogromen. Zur Verdeutlichung der Situation zitiert Feidel-Mertz einen Rundbrief von Hilde Lion:

„Little ones of every age, the youngest is three years old, the child of a single mother with four children who are all staying with us. The cireumstances involved us in opening our doors as wide es possible, so that sometimes something tiny crawls in and sometimes a fully-grovm man comes in as well. Our ability to accommodate such a great number of people at all on our extensive, but nevertheless limited, premises depended upon the fact that we could build, albeit in discrete form. We accommodated our people to a certain extent in bungalows that are converted military barracks.“

In diesen Baracken wurden überwiegend österreichische Kinder untergebracht, weil die nur vorübergehend in England bleiben wollten. Auf diese Weise gelang es, den schulischen Alltag weitgehend reibungslos aufrechtzuerhalten, ohne ihn durch die häufigen An- und Abreisen ständig zu stören. Als 1940 die Bunce Court School wegen ihrer Küstennähe evakuiert werden musste, kam eine kleine Gruppe von Kindern auch an der Stoatley Rough School unter, der die Evakuierung erspart geblieben war.
Der Ausbruch des Zweiten Weltkriegs hatte einschneidende Folgen für das gesamte Schulleben. Reisen mussten auf einen Umkreis von fünf Meilen um die Schule herum beschränkt werden, das Schulauto wurde stillgelegt, die schuleigenen Funkgeräte wurden beschlagnahmt und alle privaten Kameras mussten abgeliefert werden. Kinder und Mitarbeiter der Schule wurden im Oktober 1939 durch das „Guildford Aliens Tribunal“ überprüft, glücklicherweise aber nicht als Enemy Aliens eingestuft. Bis auf die Reisebeschränkungen konnte so ein relativ normales Schulleben fortgesetzt werden; eine Sperrstunde war aber von jenen Bewohnern einzuhalten, die über sechzehn Jahre alt waren. Auch die Kameras wurden wieder zurückgegeben, und die Schule durfte das Auto wieder benutzen.
Diese relativ entspannte Situation endete im April 1940. Dem Ende des „Phoney-Krieges“ und der Invasion Dänemarks, Norwegens, der Niederlande und Frankreichs Anfang Mai 1940 folgte eine plötzliche Verschärfung der fremdenfeindlichen Stimmung in Großbritannien. Zeitweilig kam es zu Internierungen von Schülerinnen und Schülern. Ein Großteil der schulischen Umgebung wurde zum militärischen Sperrgebiet erklärt, ein wichtiger Beobachtungsposten der Royal Air Force wurde in unmittelbarer Nähe eingerichtet.

## Die Nachkriegszeit
Ob und wann die Leitung der Stoatley Rough School nach dem Ende des Zweiten Weltkriegs auf Luise Leven übergegangen ist, lässt sich nicht abschließend klären. Sicher ist, dass die Schule nach 1945 in ihrer Bedeutung als „sicherer Hafen“ für Flüchtlingskinder ausgedient hatte und einer neuen Bestimmung zugeführt werden musste. Nach Feidel-Mertz hat diese Aufgabe vor allem Luise Leven vorangetrieben, die dafür gesorgt habe, dass die Schule bis 1960 als internationale Schule mit interkonfessionellem Anspruch weiterarbeiten konnte. Ihrer Tradition als Schule für Flüchtlingskinder blieb die Stoatley Rough School in gewisserweise aber auch weiterhin treu: Sie hielt stets eine Reihe von Plätzen frei für Kinder von Flüchtlingen aus der DDR.
Hilde Lion und Luise Leven pflegten weiterhin enge Kontakte zu ihren ehemaligen Schülerinnen und Schülern. Die Ehemaligen haben maßgeblich dazu beigetragen, die Erinnerung an ihre Schule wach zu halten und schufen viele Voraussetzungen dafür, dass deren Geschichte in der Forschung rekonstruiert werden konnte. Einen sehr guten Eindruck hiervon geben die vom The Stoatley Rough School History Steering Committee (later the Stoatley Rough School Association) gestalteten Webseiten (siehe Weblinks unten), das sich seit Juli 1991 der Erhaltung, Katalogisierung und Erforschung der historischen Aufzeichnungen über die Schule widmet.

## Die Schülerschaft
„Die Flüchtlingskinder, die zu diesen Exilschulen zugelassen wurden, waren gewissermaßen eine privilegierte Minderheit, die dadurch gekennzeichnet war, dass die Kinder in sie durch ältere Mitschüler freundlich eingeführt wurden, die zuvor ähnliche Erfahrungen durchgegemacht hatten. Die überwiegende Mehrheit der Flüchtlingskinder gingen als Einzelne an die staatlichen Schulen, und während dies sicherstellte, dass sie schneller Englisch lernten, setzte es auch einige von ihnen Indoktrinierungsversuchen aus oder zumindest verbalen Beleidigungen, die zu einem gewissen Kulturschock führten.“
Der hier angesprochene „privilegierte Status“, der für neue Schülerinnen und Schüler für ein „Wohlfühlklima“ gesorgt haben soll, ist nicht nur Ausdruck eines pädagogischen Konzepts, sondern ebenso Ausdruck einer finanziellen Leistungsfähigkeit und Leistungsbereitschaft der Eltern der Kinder. Daran ändert auch nichts, dass die Schule Freiplätze bereithielt oder Stipendien für weniger bemittelte Kinder zur Verfügung standen. Schlaglichtartig wird das deutlich in der oben schon erwähnten Auseinandersetzung der Familie Kuhn mit Hilde Lion um den Verbleib des Sohns der Kuhns an der Schule. In einem Schreiben an Gertud Bing macht Käthe Kuhn folgende Rechnung auf: „Wir zahlen monatlich für das Kind 2 1/2 Pfund; von der anderen Seite wird 5 Pfd. gezahlt, macht 7 1/2 Pfund. Wenn ich den Jungen an eine Tagesschule gebe, wo er im Gegensatz zu Stoatley Rough auch nachmittags Unterricht hat, zahle ich monatlich 2 Pfund. Dass ich für seinen Unterhalt nicht 5 1/2 Pfund brauche, wollen Sie mir glauben.“
Welche Welten hier aufeinander trafen, verdeutlicht ein anderes Beispiel. Der schon mehrfach erwähnte und zitierte Hans Loeser reiste 1937 als „First-Class-Passenger“ auf einem Überseedampfer von Bremerhaven nach Southampton, und, per Zug in Haslemere angekommen, ließ er sich wie selbstverständlich im Taxi zur Schule chauffieren. Aber er bestätigt auch nachdrücklich die „Willkommenskultur“ an der Schule: „Upon arrival a student guide showed me through the house and took me to a room known as ‚The Tin‘, where I met Klaus Zedner, with whom I was to share that room. […] Over the next few days, as Klaus and I quickly became friends, he briefed me on all essential facts, such as food, teachers and other kids, particularly of course the girls.“ Loeser reflektiert aber seine finanzielle Besserstellung – und macht zugleich deutlich, dass auch Hilde Lion bei der Auswahl ihrer Schülerinnen und Schüler einem finanziellen Kalkül folgte: „Zu einem gewissen Grad beeinflussten auch Finanzen ihr Kalkül. Viele dachten, es wäre nicht in dem Maße, wie es tatsächlich der Fall war, aber die Schule war ein finanzschwaches Unternehmen, und es war ihre Verantwortung, über die Runden zu kommen. Jedenfalls war ich ein zahlender Student, weil meine Eltern es sich leisten konnten, vollen Unterricht in England zu bezahlen, obwohl dies aufgrund der deutschen Schikanen fast das Zehnfache der tatsächlichen monatlichen Zahlungen bedeutete. Viele andere Kinder an der Schule waren nicht so glücklich.“
Einen Überblick über die Schülerinnen und Schüler der Stoatley Rough School zu geben, wäre ein sehr schweres Unterfangen. Über die unten aufgeführten Weblinks zur Schule erschließen sich aber viele Schülernamen und lassen sie auf Fotos auch als Personen greifbar werden; und darüber hinaus sind dort auch Erinnerungen einzelner Schüler an ihre Schulzeit an der Stoatley Rough School einsehbar.

## Eine poetische Erinnerung
Gerda Kamilla Mayer (1927–2021) war eine britische Dichterin. Sie entstammte einer jüdischen Familie aus Karlsbad und kam 1939 mit einem Kindertransport aus Prag nach England. Sie besuchte zunächst ein Internat in Swanage, wo sie sich aber nicht wohl fühlte. Als dieser Schule 1942 das Aus drohte, kam sie an die Stoatley Rough School, wo sie 1944 mit der Schule abschloss. In den 1970er Jahren schrieb sie in Erinnerung an ihre Schulzeit dort und an ihre drei Lehrerinnen Hilde Lion, Emmy Wolf und Luise Leven das nachfolgende Gedicht.
| A LION, A WOLF AND A FOX EIN LÖWE, EIN WOLF UND EIN FUCHS | A LION, A WOLF AND A FOX EIN LÖWE, EIN WOLF UND EIN FUCHS |
| --- | --- |
| Stoatley Rough, Haslemere, 1942–1944 | |
| I went to school in a forest where I was taught By a lion, a wolf and a fox. How the lion shone! As he paced across the sky We grew brown-limbed in his warmth and among the green leaves. The fox was a musician. O cunning magician you lured A small stream from its course with your Forellenlied, Teaching it Schubert; and made the children's voices All sound like early morning and auguries for a fine day. Now the wolf was a poet and somewhat grey and reserved, Something of a lone wolf – thoughts were his pack; There was a garden in that forest, walled with climbing roses, Where we would sit or lie and hear the Wolf recite. And sometimes we would listen, and sometimes the voice Would turn into sunlight on the Wall or into a butterfly Over the grass. It was the garden of poetry and so Words would turn into flowers and trees into verse. This morning I received the grey pelt of a wolf, And the fox and the lion write they are growing old; That forest lies many years back, but we were in luck To pass for a spell through that sunny and musical land. | Ich ging in einem Wald zur Schule, wo ich von einem Löwen, Einem Wolf und einem Fuchs unterrichtet wurde. Wie der Löwe strahlte! Als er den Himmel durchmaß Wuchsen wir braungliedrig in seiner Wärme und unter den grünen Blättern. Der Fuchs war ein Musiker. O schlauer Zauberer, du brachtest Einen kleinen Bach von seinem Lauf ab mit deinem Forellenlied, Lehrtest ihn Schubert; und ließest die Stimmen der Kinder Klingen wie ein früher Morgen und die Ankündigung eines wundervollen Tages. Der Wolf war jetzt ein Dichter, etwas grau und zurückhaltend, Ähnlich einem einsamen Wolf – Gedanken waren sein Gefolge; Da war ein Garten in diesem Wald, umgeben von rankenden Rosen, Wo wir sitzen oder liegen würden, um dem Vortrag des Wolfs zu lauschen. Und manchmal würden wir zuhören, und manchmal würde sich Die Stimme in das Sonnenlicht auf der Mauer verwandeln oder in Einen Schmetterling über dem Gras. Es war der Garten der Poesie, Und so verwandelten sich Wörter in Blumen und Bäume in Verse. An diesem Morgen erhielt ich das graue Fell eines Wolfes, Und der Fuchs und der Löwe schreiben, dass sie alt werden; Dieser Wald liegt viele Jahre zurück, aber wir hatten das Glück Für eine Weile durch dieses sonnige und musikalische Land zu streifen. |